# Ponte di Pratantico
Il Ponte di Pratantico è un viadotto monumentale che attraversa il Canale maestro della Chiana in Toscana, nei pressi della frazione di Pratantico a ovest della città di Arezzo lungo la SS69.

## Storia
Prima della costruzione del viadotto, sullo stesso tratto di strada esisteva un ponte in muratura di dimensioni più modeste, il quale fu soggetto a molteplici interventi di restauro fra il 1864 e il 1878 per danni causati dalle piene della Chiana. Fu una frana che lo fece definitivamente crollare nel 1883, riducendolo a passerella per transito pedonale e di piccoli carri. 
Dopo aver iniziato una causa legale per risarcimento danni contro lo Stato italiano, responsabile della manutenzione del Canale della Chiana, nel 1922 la Provincia di Arezzo ottenne dei fondi da destinare alla sua ricostruzione. La delibera ufficiale per la ricostruzione fu emessa nel 1923, con il progetto dell'ingegnere dipendente dell'ente provinciale Giuseppe Donato Paoli. La costruzione del ponte durò dal 1924 al 1932 e fu inaugurato il 28 ottobre alla presenza di autorità locali e nazionali. Il progetto costò 4.230.000 Lire. Considerato un'opera di architettura e di ingegneria all'avanguardia per l'epoca, il giorno dell'inaugurazione fu ufficialmente filmato dall'Istituto Luce, il video fu poi distribuito in tutta Italia, e fu visitato frequentemente dai professori e dagli studenti del Politecnico di Milano.
Il viadotto non registrò danni durante la Seconda guerra mondiale. In anni più recenti il viadotto è stato oggetto di un restauro conservativo, in quanto opera sottoposta a vincolo artistico, reso necessario dallo stato di degrado della struttura. Durante tali lavori di restauro, occorsi fra il 2006 e il 2009, seguendo i ricordi di una persona anziana della zona, accanto ad un pilastro è stata ritrovato un ordigno inesploso lanciato da un aereo alleato nel 1944.
L'importanza storica del viadotto è data dall'aver rappresentato fino al 1964, anno in cui fu aperto il tratto dell'Autostrada del sole tra Arezzo e Valdarno, il principale collegamento stradale fra le città di Arezzo e Firenze.

## Descrizione
Il viadotto ha la struttura di un ponte ad arco, è lungo 295 m e alto 30 m ed è supportato da 14 arcate. La misura della distanza fra i due pilastri degli archi, detta anche luce, è di 11 m in 12 arcate, di 24 m nell'arcata laterale che sovrasta un canale di irrigazione secondario e di 40 m nell'arcata centrale posta sopra il Canale della Chiana.
I pilastri minori sono fatti di conglomerato cementizio,  mentre i due principali di cemento armato, entrambi poggiano su blocchi di calcestruzzo. L'intera struttura è rivestita di pietra lavorata.